# 南豊科駅
南豊科駅（みなみとよしなえき）は、長野県安曇野市豊科にある、東日本旅客鉄道（JR東日本）大糸線の駅である。駅番号は「35」。

## 歴史
- 1926年（大正15年）4月14日：信濃鉄道の駅として開業[3]。旅客営業のみ[4]。
- 1937年（昭和12年）6月1日：信濃鉄道国有化[5]。
- 1957年（昭和32年）8月15日：中土駅 - 小滝駅間が開通して全線開通し、大糸線と改称[3]。
- 1963年（昭和38年）5月1日：業務委託駅となる[6]。
- 1984年（昭和59年）2月1日：荷物の扱いを廃止[4]。
- 1987年（昭和62年）4月1日：国鉄分割民営化に伴い、東日本旅客鉄道（JR東日本）の駅となる[7]。
- 2025年（令和7年）
  - 3月15日：ICカード「Suica」の利用が可能となる[8][9]。東京近郊区間に編入される[8]。
  - 3月25日：終日無人化[10]。
  - 4月1日：安曇野市による簡易委託化に伴う再有人化。

## 駅構造
単式ホーム1面1線を有する地上駅である。
安曇野市が窓口業務を受託する豊科駅管理の簡易委託駅である。駅舎内には、簡易Suica改札機（入場機・出場機）、乗車駅証明書発行機、待合室が設置されている。

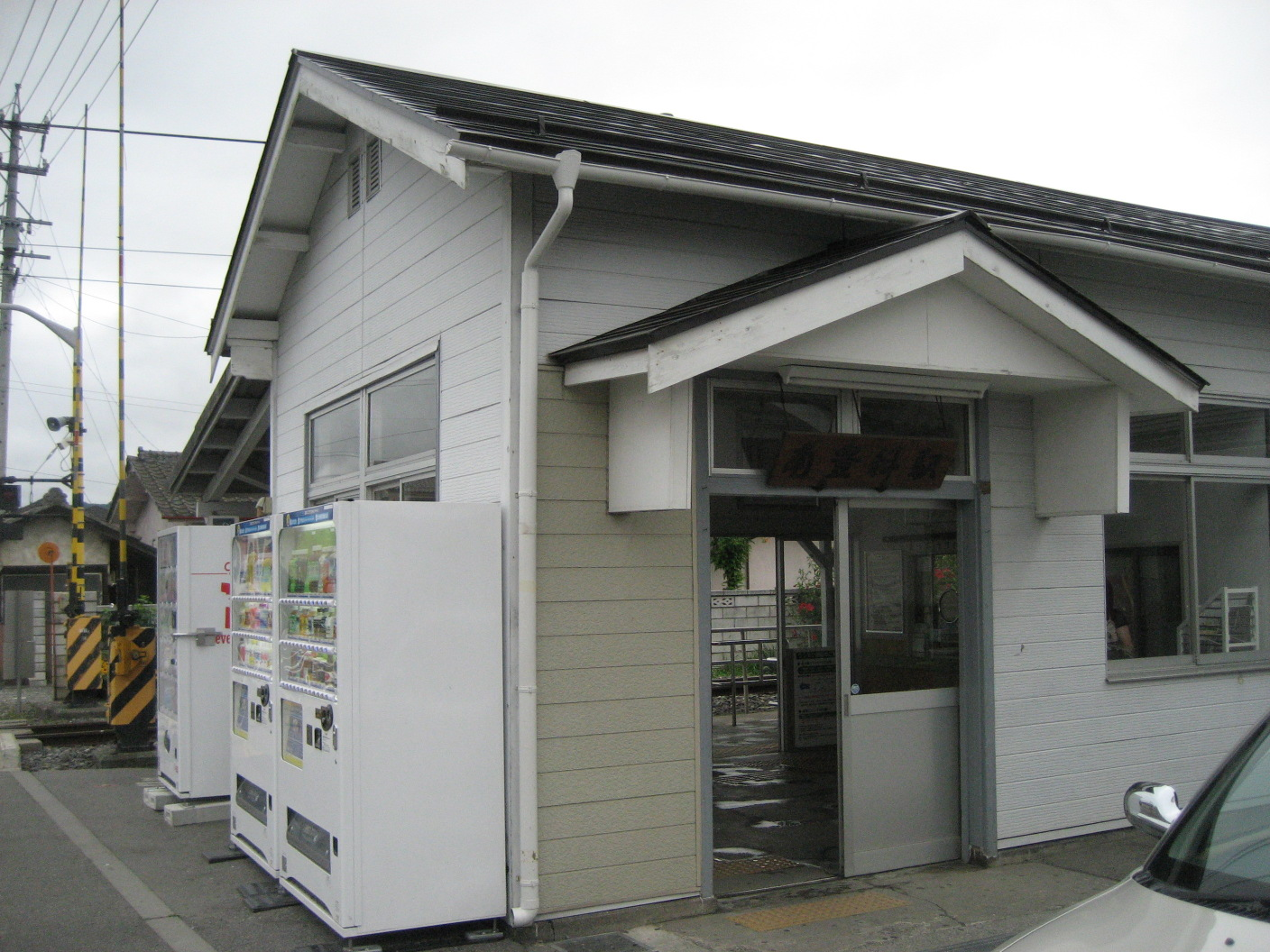
旧駅舎（2008年8月）
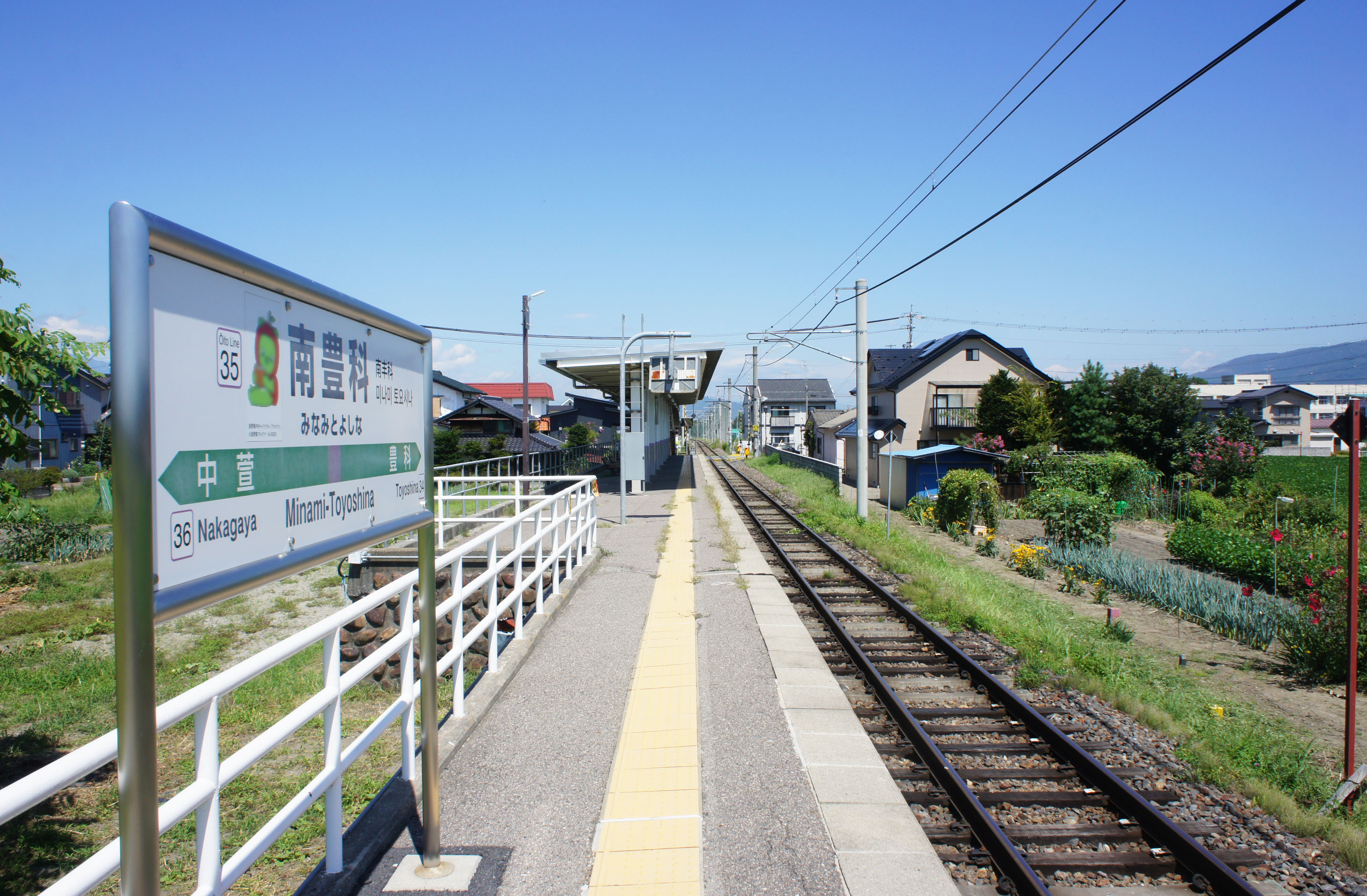
ホーム（2021年8月）

## 利用状況
JR東日本によると、2023年度（令和5年度）の1日平均乗車人員は780人である。駅自体は小さいものの、長野県豊科高等学校と長野県南安曇農業高等学校の最寄り駅となっているため、学生を中心に利用客が多い。
2000年度（平成12年度）以降の推移は以下のとおりである。
| 1日平均乗車人員推移 | 1日平均乗車人員推移 | 1日平均乗車人員推移 | 1日平均乗車人員推移 | 1日平均乗車人員推移 |
| 年度                | 定期外              | 定期                | 合計                | 出典                |
| ------------------- | ------------------- | ------------------- | ------------------- | ------------------- |
| 2000年（平成12年）  |                     |                     | 797                 | [ 利用客数 2 ]      |
| 2001年（平成13年）  |                     |                     | 826                 | [ 利用客数 3 ]      |
| 2002年（平成14年）  |                     |                     | 778                 | [ 利用客数 4 ]      |
| 2003年（平成15年）  |                     |                     | 777                 | [ 利用客数 5 ]      |
| 2004年（平成16年）  |                     |                     | 746                 | [ 利用客数 6 ]      |
| 2005年（平成17年）  |                     |                     | 766                 | [ 利用客数 7 ]      |
| 2006年（平成18年）  |                     |                     | 766                 | [ 利用客数 8 ]      |
| 2007年（平成19年）  |                     |                     | 764                 | [ 利用客数 9 ]      |
| 2008年（平成20年）  |                     |                     | 778                 | [ 利用客数 10 ]     |
| 2009年（平成21年）  |                     |                     | 759                 | [ 利用客数 11 ]     |
| 2010年（平成22年）  |                     |                     | 824                 | [ 利用客数 12 ]     |
| 2011年（平成23年）  |                     |                     | 823                 | [ 利用客数 13 ]     |
| 2012年（平成24年）  | 75                  | 763                 | 838                 | [ 利用客数 14 ]     |
| 2013年（平成25年）  | 75                  | 826                 | 901                 | [ 利用客数 15 ]     |
| 2014年（平成26年）  | 77                  | 780                 | 857                 | [ 利用客数 16 ]     |
| 2015年（平成27年）  | 88                  | 778                 | 867                 | [ 利用客数 17 ]     |
| 2016年（平成28年）  | 89                  | 795                 | 885                 | [ 利用客数 18 ]     |
| 2017年（平成29年）  | 86                  | 802                 | 888                 | [ 利用客数 19 ]     |
| 2018年（平成30年）  | 89                  | 841                 | 931                 | [ 利用客数 20 ]     |
| 2019年（令和元年）  | 80                  | 832                 | 912                 | [ 利用客数 21 ]     |
| 2020年（令和02年）  | 52                  | 789                 | 842                 | [ 利用客数 22 ]     |
| 2021年（令和03年）  | 40                  | 736                 | 777                 | [ 利用客数 23 ]     |
| 2022年（令和04年）  | 39                  | 716                 | 756                 | [ 利用客数 24 ]     |
| 2023年（令和05年）  | 46                  | 733                 | 780                 | [ 利用客数 1 ]      |

一日平均乗車人員（単位：人/日）

## 駅周辺
当駅から南へ約1 kmのところに、2005年（平成17年）9月30日まであった旧三郷村と旧豊科町の境が通っている。当駅南を流れる拾ヶ堰より等高線になっている。
- 長野県豊科高等学校[1]
- 長野県南安曇農業高等学校[1]
- 国道147号
- あづみ野やまびこ大規模自転車道
- 花と並木じてんしゃ広場休憩所
- 日本エフディ
- 本村の神代文字碑、日本一大きな文字道祖神碑
- 本村公民館
- 大日堂
- 本村円（環状交差点）
- 吉野神社
- 豊科中央公園西バス停、安曇野市バス 田沢駅行き
- 豊科中央公園
- 豊科認定こども園
- 新田堰
- 拾ヶ堰 - 世界かんがい遺産
- 勘左衛門堰
- 長野県立こども病院

## 隣の駅
東日本旅客鉄道（JR東日本）
■大糸線
快速（上り1本のみ運転）・普通 
中萱駅 (36) - 南豊科駅 (35) - 豊科駅 (34)

### 記事本文
1. 1 2 3 4 5 6 7 8 9  信濃毎日新聞社出版部『長野県鉄道全駅 増補改訂版』信濃毎日新聞社、2011年7月24日、98頁。ISBN 9784784071647。
2. 1 2  『大糸線に「駅ナンバー」を導入します』（PDF）（プレスリリース）東日本旅客鉄道長野支社、2016年12月7日。オリジナルの2016年12月8日時点におけるアーカイブ。2016年12月8日閲覧。
3. 1 2 3  『東筑摩郡松本市塩尻市誌 第三巻 現代下』 東筑摩郡・松本市・塩尻市郷土資料編纂会、1965年。
4. 1 2  石野哲 編『停車場変遷大事典 国鉄・JR編 II』（初版）JTB、1998年10月1日、208頁。ISBN 978-4-533-02980-6。
5. ↑  大町市史編纂委員会 『大町市史 第四巻 近代・現代』 大町市、1985年9月1日。
6. ↑  『長鉄局二十年史』日本国有鉄道長野鉄道管理局、1971年3月30日、612頁。
7. ↑  『交通年鑑 昭和63年版』 交通協力会、1988年3月。
8. 1 2 3  『2025年3月15日（土）長野県のSuica利用がますます便利になります』（PDF）（プレスリリース）東日本旅客鉄道長野支社、2024年12月13日。オリジナルの2024年12月13日時点におけるアーカイブ。2024年12月16日閲覧。
9. ↑  『長野県におけるSuicaご利用駅の拡大について』（PDF）（プレスリリース）東日本旅客鉄道長野支社、2023年6月20日。オリジナルの2023年6月20日時点におけるアーカイブ。2023年6月20日閲覧。
10. ↑  “駅の情報（南豊科駅）：JR東日本”.   東日本旅客鉄道. 2025年3月1日時点のオリジナルよりアーカイブ。2025年3月1日閲覧。

### 利用状況
1. 1 2  各駅の乗車人員（2023年度） - JR東日本
2. ↑  各駅の乗車人員（2000年度） - JR東日本
3. ↑  各駅の乗車人員（2001年度） - JR東日本
4. ↑  各駅の乗車人員（2002年度） - JR東日本
5. ↑  各駅の乗車人員（2003年度） - JR東日本
6. ↑  各駅の乗車人員（2004年度） - JR東日本
7. ↑  各駅の乗車人員（2005年度） - JR東日本
8. ↑  各駅の乗車人員（2006年度） - JR東日本
9. ↑  各駅の乗車人員（2007年度） - JR東日本
10. ↑  各駅の乗車人員（2008年度） - JR東日本
11. ↑  各駅の乗車人員（2009年度） - JR東日本
12. ↑  各駅の乗車人員（2010年度） - JR東日本
13. ↑  各駅の乗車人員（2011年度） - JR東日本
14. ↑  各駅の乗車人員（2012年度） - JR東日本
15. ↑  各駅の乗車人員（2013年度） - JR東日本
16. ↑  各駅の乗車人員（2014年度） - JR東日本
17. ↑  各駅の乗車人員（2015年度） - JR東日本
18. ↑  各駅の乗車人員（2016年度） - JR東日本
19. ↑  各駅の乗車人員（2017年度） - JR東日本
20. ↑  各駅の乗車人員（2018年度） - JR東日本
21. ↑  各駅の乗車人員（2019年度） - JR東日本
22. ↑  各駅の乗車人員（2020年度） - JR東日本
23. ↑  各駅の乗車人員（2021年度） - JR東日本
24. ↑  各駅の乗車人員（2022年度） - JR東日本